# Hoy es fiesta
Hoy es fiesta va ser un programa de televisió, emès per TVE en 1959.

## Format
Emès la nit dels diumenges, el programa trobava encaix en el format conegut com de varietats, amb actuacions musicals, humor, etc.

## Presentació
La presentació va ser a càrrec de la jove actriu María Mahor, molt de moda en l'època, perquè acabava de protagonitzar el gran èxit del cinema espanyol El dia dels enamorats. Davant les contínues fallades habituals en una emissió en directe, i especialment amb uns mitjans tan precaris com els que existien en l'època, la presentadora solia exclamar la frase Que maravilla!, que es va fer tremendament popular entre els espanyols de l'època.